# بوب مالون
بوب مالون (بالإنجليزية: Bob Malone)‏ هو موسيقي أمريكي، ولد في 2 ديسمبر 1965.

## وصلات خارجية
- الموقع الرسمي
- بوب مالون على موقع IMDb (الإنجليزية)
- بوب مالون على موقع ميوزك برينز (الإنجليزية)
- بوب مالون على موقع ديسكوغز (الإنجليزية)